# 大三元酒家
大三元酒家（英語：Tai Sam Yuen Restaurant）是廣州的一間原老牌酒樓，1920年代與西園、南園、文園合稱“廣州四大酒家”，在港澳及東南亞一帶享有盛名。又与大同酒家、大公餐厅合称“长堤三大”。名稱源於舊日科舉制，以連中鄉試、會試、殿試榜首的解元、會元、狀元為三元及第，取名寓意“酒家榜首，食肆班頭”。

## 歷史

### 前期
酒家於民國8年（1919）由溫心田創辦。首家設置電梯載客上落。當時的大三元酒家以筵席宴會為主，菜肴高檔，擅製鮑參翅肚等，尤以紅燒大裙翅著稱，時每款售價合白銀60元，時達官顯貴均以能嘗此菜為榮。海外華僑歸來也喜到此宴客。因而開業不久，大三元便聲名鵲起，成為廣州飲食業的“最高食府”之一。
1953年由於資金缺乏歇業。1959年由政府投資裝修復業，成為國營企業。文革期間，大三元易名今勝昔飯店，難以被歸僑認可，生意停滯。
1982年10月，廣州市飲食服務公司（把持酒家單位）與香港龍星投資有限公司合作經營大三元，吸收回香港發展的先進烹飪技藝，推出一批創新菜點。1987年，在东圃镇开设大三元酒家东圃分店。至90年代初，还设有解放南、江南大道中分店及数十家面包、饼食网店。
1993年，北京大三元酒家有限公司在未经广州饮食公司同意下，抢先注册多个商标，又在北京各大媒体发公告称该商标归其所有。广州大三元曾将北京该公司告上法庭，但最后败诉，导致其外卖、包装商品及后续继承者无法使用“大三元酒家”招牌。
1995年，大三元酒家开始出现盈利下降。1996年，港方放弃经营权，交由中方承包经营。1997年，亚洲金融危机爆发，大三元酒家因企业经营管理不善，经营每况愈下。1999年，改營速食。2000年4月30日，因鋪面欠租被迫停業。

### 停业后
2005年，大三元酒家被清拆，後曾用作停車場。
2011年，越秀區政府部門公開徵集大三元酒家重建設計機構，擬建地下一層、地上五層，并恢复餐馆酒家的功能。
2012年，原址變為廣州民間金融街工程部，后续建成广州民间金融街综合服务大楼。
2013年，大三元酒家复建方案获批。2015年，复建方案修改为七层高建筑，首层至三层设置贯通南北的架空通廊，形成望向圣心教堂的视线通廊；二至四层为金融街管委会办公使用；五至七层供大三元酒家使用。

### 重开
2024年，曾任白天鹅宾馆总厨、原大三元酒家资深师傅弟子的丘卫国成立广州丘大三元餐饮管理有限公司，计划在大三元酒家原址复业。因商标被抢注，将以丘大三元酒家名称经营。新酒家将保留红烧大群翅、太爷鸡、生炒水鱼丝、蟹黄鸡翼球等经典菜式，但定位会适度大众化。最终酒楼于同年5月30日重开。

## 菜品
大三元酒家素以酒席聞名，而酒席又以紅燒大裙翅馳名，1930年代聘得有“翅王”之稱的名廚吳鑾主理廚政後，紅燒大裙翅更是蜚聲中外。該菜選用老虎鯊、鱘頭鯊等上等裙翅作原料，經浸發、滾煨翅、烤翅、上翅幾道工序，在火候和時間上都極為講究，烹製出來的翅，拿筷子夾任何一根，兩端都會自然下垂並合攏成橢圓形。菜式特點為韌中帶脆，湯清味鮮，濃郁不膩，為粵菜中之上品。
其他名菜有：鳳爪燉海狗、茶香雞、片皮乳豬、生炒生魚絲、魚燴三蛇、蟹肉瓊山豆腐、香麻涼拌雞絲、雀巢鴛珠圓、富貴石榴蝦、豉汁金錢鱔等。
點心有：蜂巢荔芋角、奶皮豬油飽、冰肉焗蛋撻、海南椰絲撻、 OK布冧雞蛋捲、軟皮雙色塊等。

## 粵語俗語
在传统廣州人心目中，大三元酒家的名聲如雷貫耳，亦就流傳些俗語印證記憶。口語中街坊常會講笑“聽晚我請你大三元‘一席酒’（粵語諧音‘一直走’）”，對方亦會笑答“今晚我請你大三元‘四圍酒’（粵語諧音‘四圍走’）”。

## 相关餐厅
- 南京大三元酒家：与广州大三元并无关系。其由粤菜名厨刘苏、陈润等于1946年在大行宫创立，因仰慕广州大三元之盛名，而借用此招牌营业，生意日渐兴旺。1949年后，南京大三元迁址新街口营业。1956年，南京大三元被公私合营，业绩有所恢复。文化大革命期间，餐厅改名“东升饭店”；文革结束后恢复原名，并扩建至三层[12]。1989年，南京大三元开始经营广式早茶，受到市民欢迎[13]。2002年，酒家在岗职工出资成立大三元酒店有限责任公司，成为南京首个改制为民营的国有老字号餐馆[14]。后因经营不善停业。
- 北京大三元酒家：1983年3月，广州市饮食公司与中信集团直属公司与在景山西街50号开设“北京大三元”，为北京首家正宗粤菜酒楼，更邀请溥杰题写匾额[15]。1993年，北京大三元酒家有限公司在未得到广州市饮食公司许可下，抢先注册多个“大三元”商标，2005年再追加注册多个类别[4]。2014年，恒大酒店集團將北京大三元品牌納入旗下[16]。